# Diritti LGBT nelle Bahamas
I diritti LGBT nelle Bahamas sono considerati abbastanza scarsi. Mentre l'attività omosessuale è legale, nelle Bahamas le coppie dello stesso sesso non godono di alcuna tutela tra quelle disponibili per le coppie eterosessuali.

## Leggi

### Età del consenso
Le relazioni omosessuali tra adulti consenzienti divennero legali alle Bahamas nel 1991. Tuttavia, il codice penale richiede ancora un'età maggiore di consenso per le relazioni omosessuali. L'età legale del consenso per intraprendere attività sessuali è di 16 anni per le coppie etero e di 18 anni per le coppie formate da persone dello stesso sesso.

### Protezioni costituzionali
La costituzione delle Bahamas prevede varie libertà civili, ma il divieto di discriminazione non include l'orientamento sessuale o l'identità di genere. Gli sforzi per includere l'orientamento sessuale in una nuova Costituzione proposta sono stati bloccati dai membri di una commissione nominata dal governo, che si oppose a tale proposta sulla base di motivazioni religiose.
Il 21 marzo 2006, la Commissione per la riforma costituzionale ha presentato una relazione preliminare a un precedente governo del Partito liberale progressista (PLP). La Commissione ha indicato che i cittadini devono essere trattati allo stesso modo indipendentemente dalla religione, dall'appartenenza politica, dalla razza, dal sesso e dal genere. Tuttavia, nonostante le raccomandazioni, non considera l'orientamento sessuale come un attributo che merita protezione dalla discriminazione.

### Protezione dei diritti civili
Il 17 giugno 2011, il governo delle Bahamas ha espresso il proprio sostegno a una risoluzione del Consiglio dei diritti umani degli Stati Uniti per promuovere la parità di diritti per tutti, indipendentemente dall'orientamento sessuale. Tuttavia, non è stata intrapresa alcuna azione governativa per garantire che i cittadini LGBT siano inclusi in clausole di non discriminazione nelle leggi statutarie.
La discriminazione in settori quali l'occupazione, l'istruzione, l'alloggio, l'assistenza sanitaria, le banche e le imprese pubbliche sulla base dell'orientamento sessuale o dell'identità di genere non è illegale. Allo stesso modo, non esistono leggi sul crimine di odio nazionali per prevenire o punire la violenza diretta verso le persone della comunità LGBT.
Nel 2001, il governo ha proposto una legge sull'occupazione, che includeva una clausola per vietare la discriminazione sul posto di lavoro basata sull'orientamento sessuale. La clausola è stata rimossa poco dopo che il disegno di legge è stato approvato.

### Riconoscimento delle relazioni tra persone dello stesso sesso
I matrimoni omosessuali e le unioni civili non sono legali alle Bahamas. I gruppi per i diritti LGBT non hanno mai messo in discussione le leggi sul matrimonio del paese, e la Costituzione delle Bahamas afferma che un matrimonio è composto da un uomo e una donna.
Nel luglio 2011, dopo la ratifica della legge sul matrimonio marittimo, l'ex ministro della finanza Zhivargo Laing ha affermato: "Come comunità delle Bahamas crediamo che un matrimonio debba ed è tra un uomo e una donna. Un matrimonio è nullo se è avvenuto tra persone che erano maschi e femmine o donne e donne, quindi, in questo disegno di legge sui matrimoni marittimi, affermiamo questo fatto in modo chiaro e positivo - un matrimonio deve aver luogo tra un maschio e una femmina e voglio che sia abbondantemente chiaro che sia in linea con lo standard della nostra comunità ".

### Servizio militare
Non ci sono divieti sui cittadini LGBT che prestano servizio nelle forze di polizia o militari delle Bahamas. Nel maggio 1998, il ministro della sicurezza nazionale e il vice primo ministro Frank Watson dichiararono che l'esercito, il servizio carcerario e le forze di polizia delle Bahamas non operavano discriminazioni basate sull'orientamento sessuale.

## Condizioni sociali
Molti cittadini aderiscono alla denominazione di cristiani socialmente conservatori, che generalmente promuovono la convinzione che l'omosessualità e il travestimento siano segni di decadenza e immoralità. I politici sono stati riluttanti a sostenere pubblicamente la legislazione sui diritti LGBT e vi sono state anche diverse situazioni di discriminazione di alto profilo dirette ai cittadini LGBT e ai turisti delle Bahamas.

## Cultura LGBT
A causa della mancanza di fiducia nel sistema giudiziario, delle disuguaglianze giuridiche e dell'omofobia molte persone LGBT mantengono privato il proprio orientamento sessuale o identità di genere. Mentre le organizzazioni per i diritti LGBT sono autorizzate ad esistere, i gruppi LGBT sono spesso sotto pressione per mantenere nascosti i loro eventi sociali. L'ex gruppo per i diritti LGBT, Rainbow Alliance of the Bahamas, ha lanciato una campagna pubblica contro la discriminazione e ha partecipato a molti talk show sull'argomento.
Le Bahamas hanno un'economia basata sul turismo e il governo si rivolge a una varietà di mercati, ma non al crescente mercato del turismo LGBT. Gruppi individuali di turisti omosessuali di solito non affrontano problemi, ma gruppi più vasti di visitatori LGBT hanno subito, in varie occasioni, diverse proteste. Tuttavia, durante le manifestazioni del 2004, l'Alleanza Arcobaleno ha tenuto una contro-protesta, accogliendo i visitatori LGBT. Nel 2014 le Bahamas hanno accolto tutti i turisti nel paese.
Oggi le Bahamas sono considerate sempre più gay-friendly. Tuttavia, gli attivisti locali avvertono che l'omofobia è ancora un problema sociale di rilievo e si consiglia ai turisti di esercitare discrezione.

## Tabella riassuntiva
| Attività e relazioni sessuali legali                                                                          | (dal 1991) |
| Parità dell'età di consenso                                                                                   | No         |
| Leggi anti-discriminazione sul lavoro                                                                         | No         |
| Leggi anti-discriminazione in tutti gli altri settori (inclusa discriminazione diretta ed espressioni d'odio) | No         |
| Leggi anti-discriminazione per l'identità di genere                                                           | No         |
| Unione civile                                                                                                 | No         |
| Matrimonio egualitario                                                                                        | No         |
| Adozioni per le coppie omosessuali                                                                            | No         |
| Autorizzazione a prestare servizio nelle forze armate                                                         | Yes        |
| Diritto di cambiare legalmente sesso                                                                          | Yes        |
| Surrogazione di maternità                                                                                     | No         |
| Accesso alla fecondazione in vitro per le coppie lesbiche                                                     | No         |
| Permesso di donare il sangue                                                                                  | No         |